# Grand Prix de Bridgehampton
Le Grand Prix de Bridgehampton est une course de voitures de sport, disputée à Bridgehampton dans l'État de New York, sur le Bridgehampton Race Circuit (en) entre 1961 et 1969. Elle a été notamment intégrée au Championnat du monde des voitures de sport de 1962 à 1965.

## Results
| Année                                          | Vainqueur                                      | Écurie                                         | Voiture                                        | Distance/Durée                                 | Nom officiel                                   | Résultat                                       |
| Championnat national SCCA de voitures de sport | Championnat national SCCA de voitures de sport | Championnat national SCCA de voitures de sport | Championnat national SCCA de voitures de sport | Championnat national SCCA de voitures de sport | Championnat national SCCA de voitures de sport | Championnat national SCCA de voitures de sport |
| ---------------------------------------------- | ---------------------------------------------- | ---------------------------------------------- | ---------------------------------------------- | ---------------------------------------------- | ---------------------------------------------- | ---------------------------------------------- |
| 1961                                           | Walt Hansgen                                   | Briggs Cunningham                              | Maserati Tipo 63                               | 71,3 mi (114,7462272 km)                       | Bridgehampton National Races                   | report                                         |
| Championnat du monde des voitures de sport     |                                                |                                                |                                                |                                                |                                                |                                                |
| 1962                                           | Pedro Rodríguez                                | North American Racing Team                     | Ferrari 330 TRI/LM                             | 400 km (248,5484768 mi)                        | Bridgehampton Double 400                       | report                                         |
| 1963                                           | Dan Gurney                                     | John Edgar                                     | Shelby Cobra                                   | 500 km (310,685596 mi)                         | Bridgehampton Double 500                       | report                                         |
| 1964                                           | Walt Hansgen*                                  | Mecom Racing Team                              | Scarab Mk IV-Chevrolet                         | 500 km (310,685596 mi)                         | Bridgehampton Double 500                       | report                                         |
| 1965                                           | Hap Sharp                                      | Chaparral Cars                                 | Chaparral 2A-Chevrolet                         | 500 km (310,685596 mi)                         | Bridgehampton Double 500                       | report                                         |
| Canadian-American Challenge Cup                |                                                |                                                |                                                |                                                |                                                |                                                |
| 1966                                           | Dan Gurney                                     | All American Racers                            | Lola T70 Mk.2-Ford                             | 200 mi (321,8688 km)                           | Bridgehampton Grand Prix                       | report                                         |
| 1967                                           | Denny Hulme                                    | McLaren Cars Ltd.                              | McLaren M6A-Chevrolet                          | 200 mi (321,8688 km)                           | Chevron Grand Prix                             | report                                         |
| 1968                                           | Mark Donohue                                   | Roger Penske Racing Enterprises                | McLaren M6B-Chevrolet                          | 200 mi (321,8688 km)                           | Bridgehampton Grand Prix                       | report                                         |
| 1969                                           | Denny Hulme                                    | McLaren Cars Ltd.                              | McLaren M8B-Chevrolet                          | 200 mi (321,8688 km)                           | Inver House Scotch Grand Prix                  | report                                         |

* En 1964, seules la catégorie GT comptaient pour le Championnat du monde des voitures de sport ; le vainqueur de la catégorie GT était Ken Miles dans une Shelby Cobra.